# اتحادیه فوتبال تونگا
اتحادیه فوتبال تونگا (انگلیسی: Tonga Football Association) نهاد اداره‌کننده مسابقات فوتبال و فوتسال در کشور تونگا است.
این اتحادیه که در سال ۱۹۶۵ تأسیس شده عضو کنفدراسیون فوتبال اقیانوسیه و فیفا نیز می‌باشد و مقر آن در شهر نوکوآلوفا است.